# شکلاتی (فیلم)
شکلاتی فیلمی به کارگردانی سهیل موفق٫ تهیه‌کنندگی ایرج محمدی و نویسندگی حمزه صالحی محصول سال ۱۳۹۵ است. این فیلم در تاریخ ۸ آذر ۱۳۹۶ در سینماهای ایران اکران شده‌است.
«شکلاتی» یک اثر متفاوت در ژانر کودک و نوجوان به‌شمار می‌رود که نگاه تازه‌ای به دنیای کودکان دارد. «شکلاتی» اولین فیلم بلند سینمایی سهیل موفق در ژانر کودک و نوجوان است که شهریور ماه ۱۳۹۵ در تهران کلید خورد و اوایل آبان ماه پس از گرفتن سکانس‌هایی در شمال کشور، فیلمبرداری آن در کارخانه شکلات‌سازی به پایان رسید.

## داستان فیلم
پسری به اسم "پارسا" است که پدر و مادر و پدربزرگش را از دست داده است، و خانمی به اسم "بهار" که وکیل پدر بزرگ او است و سرپرستی پارسا را بر عهده گرفته است. بهار می خواهد پارسیا را وادار بکند تا مدیر کارخانه شکلاتی پدر بزرگش شود اما خوده پارسا ناراضی است.    کارخانه ی شکلاتی درحال اُفت شدید است چون حقوق هیچ کدام از کارگران کارخانه را ندادند."سامان" نامزد بهار است می خواهد کارخانه بفروشد و برای اینکه باخیال راحت کارخانه را بفروشد از "بهمن"و"گلاب" کمک میگیرد. تا اینکه "عمو حبیب" و "نگار" می آیند پارسا با دیدن ناراحتی قلب نگار کارخانه نمی فروشد تا وضع نگار بدتر نشود اما بعد ها اتفاقاتی می افتد پارسا دوستان خود را جمع می کند تا یک عملیاتی انجام بدهند تا بفهمند که چه کسی این ماجرا را ساخته. در این عملیات نگار گم می شود و همه را نگران می کند. سامان به دنبال نگار می رود و او را به بیمارستان می برد و کسی خبر ندارد نگار کجاست وقتی بهمن و گلاب را دستگیر می کنند از آنها می پرسند که کی باعث این ماجرا شده گفتن : همش کار سامان است . همان لحظه سامان به بهار زنگ می زند که نگار را به بیمارستان آورده است. همه می روند به  بیمارستان و نگار از همه خواهش کرد که آقا سامان را ببخشند و همه او را بخشیدند و همه چیز به حالت اولش برگشت

## بازیگران
| بازیگر           | شخصیت        | توضیح                                  |
| ---------------- | ------------ | -------------------------------------- |
| شبنم مقدمی       | بهار مرمری   | سرپرست و وکیل کارخانه،نقش اصلی         |
| ناصر هاشمی       | سامان قشنگفر | معاون و جاسوس کارخانه،نامزد بهار       |
| محمدرضا هدایتی   | آقا حبیب     | پدربزرگ نگار،دوست پدربزرگ پارسا        |
| ارژنگ امیرفضلی   | بهمن         | کارگر و جاسوس کارخانه،برادر گلاب       |
| علی مسعودی       | نعمت         | نگهبان کارخانه                         |
| فرزین محدث       | بزرگی        | مشتری کارخانه،رئیس گلاب و بهمن و سامان |
| پریسا رضایی      | خانم جدی کار | منشی کارخانه                           |
| شهره لرستانی     | گلاب         | کارگر و جاسوس کارخانه،خواهر بهمن       |
| داریوش اسدزاده   | سیانکی       | مدیرعامل سابق کارخانه،پدربزرگ پارسا    |
| محمدرضا شیرخانلو | پارسا سیانکی | مدیرعامل جدید کارخانه                  |
| آیلی احمدی       | نگار         | دوست و عاشق پارسا،نوه حبیب             |
| محمدحسین بلوکات  | نیما         | دوست پارسا                             |
| سامان میرحسینی   | رضا          | دوست پارسا                             |
| شهاب شیرمردی     | احسان        | دوست پارسا                             |
| همراز اکبری      | نازی         | خواهر رضا                              |

## جوایز
| جشنواره بین‌المللی کودک و نوجوان اصفهان - ۱۳۹۶ | جشنواره بین‌المللی کودک و نوجوان اصفهان - ۱۳۹۶ | جشنواره بین‌المللی کودک و نوجوان اصفهان - ۱۳۹۶ |
| --------------------------------------------- | --------------------------------------------- | --------------------------------------------- |
| بخش                                           | نام برنده                                     | نتیجه                                         |
| بهترین کارگردانی                              | سهیل موفق                                     | نامزد                                         |
| بهترین بازیگر کودک                            | محمدرضا شیرخانلو                              | نامزد                                         |
| دیپلم افتخار بهترین بازیگر                    | شبنم مقدمی                                    | برنده                                         |